# Svinnebogöl
Svinnebogöl är en sjö i Åtvidabergs kommun i Småland och ingår i Söderköpingsåns huvudavrinningsområde.